# Бышков
Бы́шков (укр. Бишків) — село в Добросинско-Магеровской сельской общине Львовского района Львовской области Украины.
Население по переписи 2001 года составляло 492 человека. Занимает площадь 10,51 км². Почтовый индекс — 80333. Телефонный код — 3252.